# Maison-Roland
Pour les articles homonymes, voir Maison (homonymie) et Roland (homonymie).
Maison-Roland est une commune française située dans le département de la Somme, en région Hauts-de-France.
Depuis juillet 2020, la commune fait partie du parc naturel régional Baie de Somme - Picardie maritime.

## Géographie

### Localisation
Maison-Roland est un village picard du Ponthieu.
À vol d'oiseau, la commune est située à 6 km au nord-est d'Ailly-le-Haut-Clocher, 14 km au nord-est d'Abbeville et à 33 km au nord-ouest d'Amiens.
Le territoire de la commune est limitrophe de ceux de six communes.
Les communes limitrophes sont Coulonvillers, Cramont, Domqueur, Mesnil-Domqueur, Oneux et Bussus-lès-Yaucourt.

### Hydrographie
La commune est située dans le bassin Artois-Picardie. Elle n'est drainée par aucun cours d'eau.

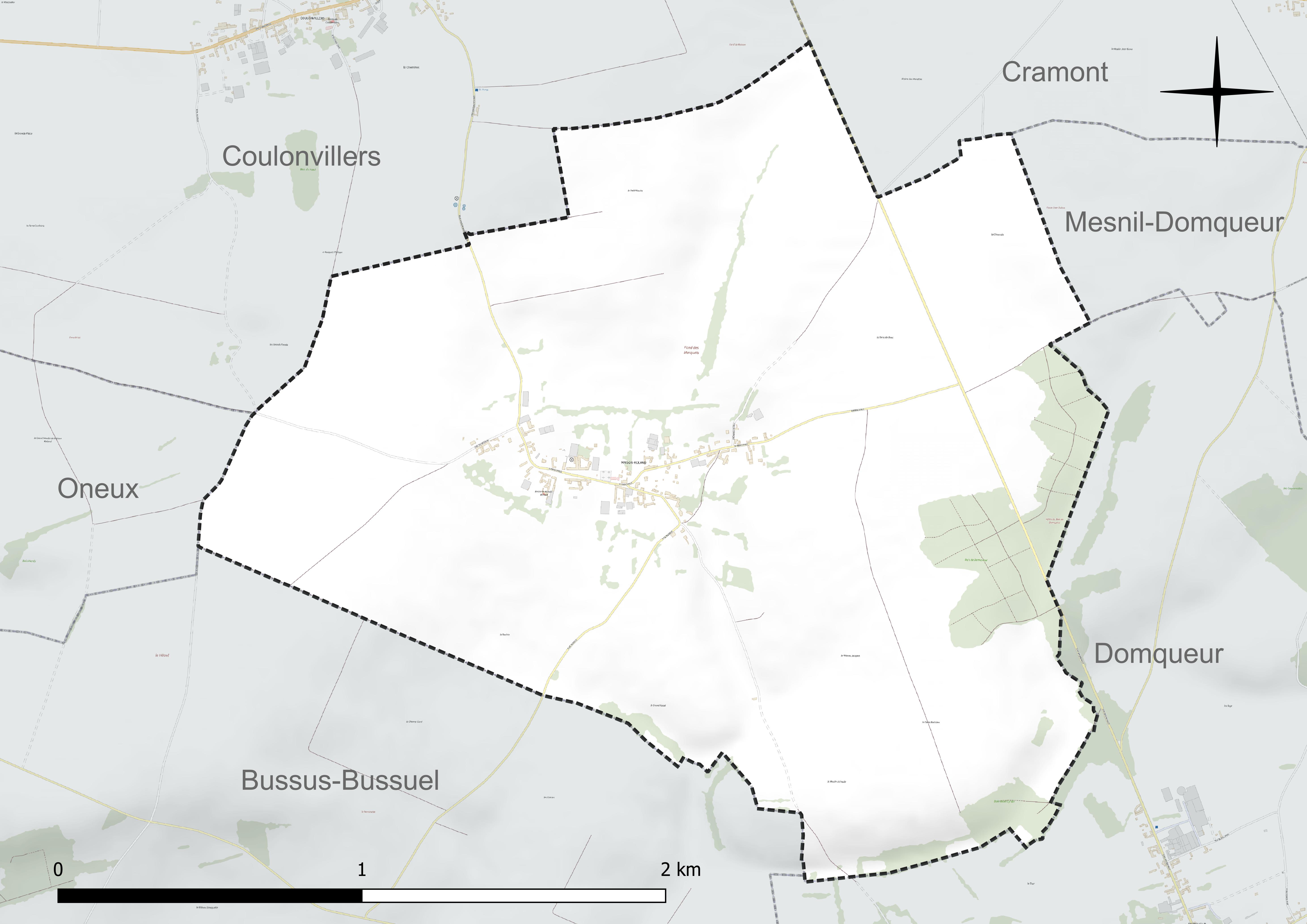
Réseau hydrographique de Maison-Roland.

### Climat
Pour des articles plus généraux, voir Climat des Hauts-de-France et Climat de la Somme.
En 2010, le climat de la commune est de type climat océanique altéré, selon une étude du CNRS s'appuyant sur une série de données couvrant la période 1971-2000. En 2020, Météo-France publie une typologie des climats de la France métropolitaine dans laquelle la commune est exposée à un climat océanique et est dans la région climatique Côtes de la Manche orientale, caractérisée par un faible ensoleillement (1 550 h/an) ; forte humidité de l'air (plus de 20 h/jour avec humidité relative > 80 % en hiver), vents forts fréquents.
Pour la période 1971-2000, la température annuelle moyenne est de 10,1 °C, avec une amplitude thermique annuelle de 13,4 °C. Le cumul annuel moyen de précipitations est de 844 mm, avec 12,8 jours de précipitations en janvier et 9,1 jours en juillet. Pour la période 1991-2020, la température moyenne annuelle observée sur la station météorologique la plus proche, située sur la commune de Bernaville à 10 km à vol d'oiseau, est de 10,4 °C et le cumul annuel moyen de précipitations est de 877,3 mm,. Pour l'avenir, les paramètres climatiques de la commune estimés pour 2050 selon différents scénarios d'émission de gaz à effet de serre sont consultables sur un site dédié publié par Météo-France en novembre 2022.

## Urbanisme

### Typologie
Au 1er janvier 2024, Maison-Roland est catégorisée commune rurale à habitat dispersé, selon la nouvelle grille communale de densité à sept niveaux définie par l'Insee en 2022.
Elle est située hors unité urbaine. Par ailleurs la commune fait partie de l'aire d'attraction d'Amiens, dont elle est une commune de la couronne,. Cette aire, qui regroupe 369 communes, est catégorisée dans les aires de 200 000 à moins de 700 000 habitants,.

### Occupation des sols
L'occupation des sols de la commune, telle qu'elle ressort de la base de données européenne d'occupation biophysique des sols Corine Land Cover (CLC), est marquée par l'importance des territoires agricoles (88,2 % en 2018), une proportion identique à celle de 1990 (88,2 %). La répartition détaillée en 2018 est la suivante : 
terres arables (76,7 %), prairies (11,5 %), forêts (6,6 %), zones urbanisées (5,2 %). L'évolution de l'occupation des sols de la commune et de ses infrastructures peut être observée sur les différentes représentations cartographiques du territoire : la carte de Cassini (XVIIIe siècle), la carte d'état-major (1820-1866) et les cartes ou photos aériennes de l'IGN pour la période actuelle (1950 à aujourd'hui).

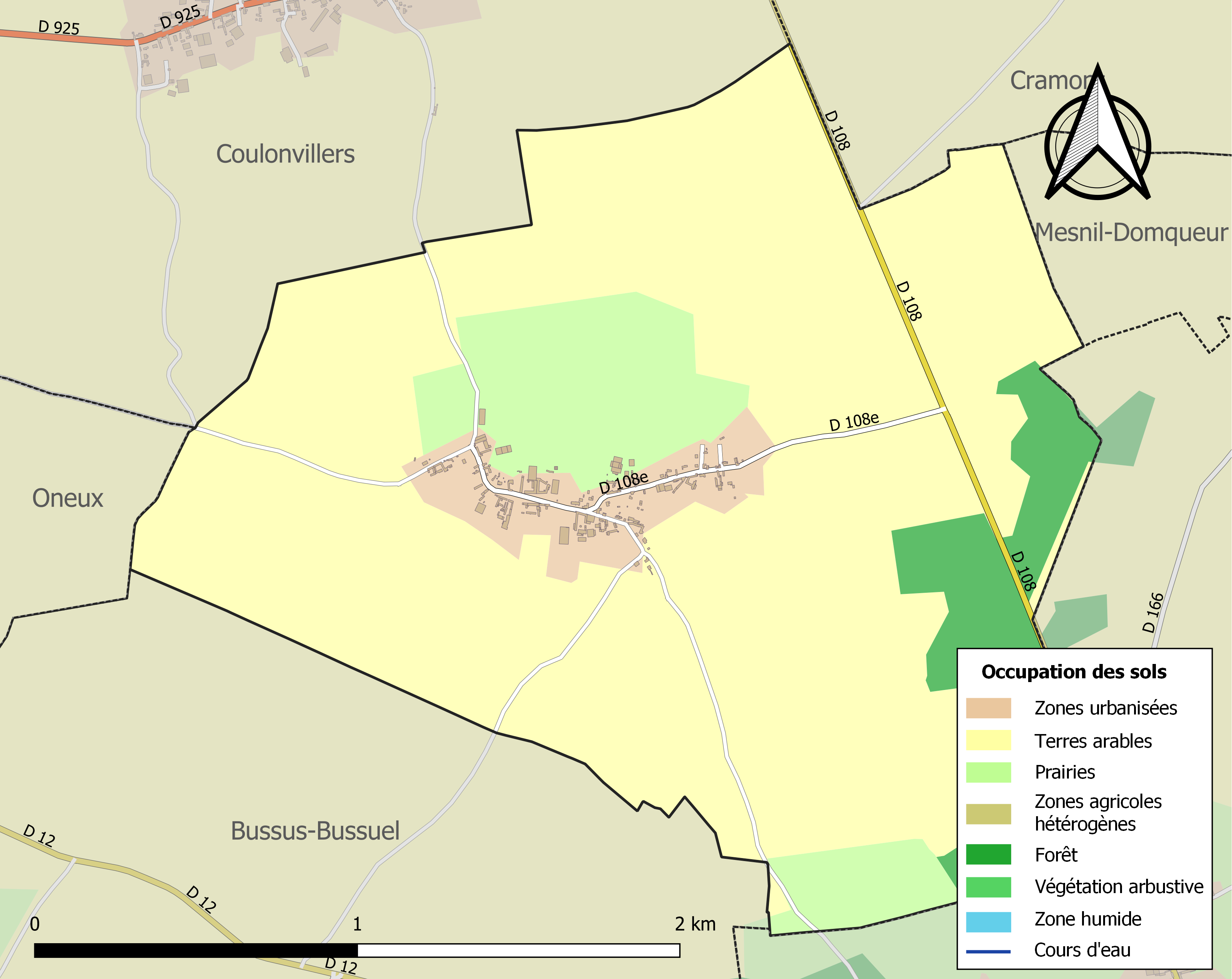
Carte des infrastructures et de l'occupation des sols de la commune en 2018 (CLC).

## Toponymie
Domnus Rollandi (1301, Pouillé).
Le mot «Maison», que l'on retrouve dans plusieurs noms de villages comme Maison-Roland ou Maison-Ponthieu, désignait une exploitation rurale. Le mot est dérivé du latin Mansus.

## Histoire
La seigneurie est détenue, du XVe siècle à la Révolution française par la famille Manessier dont les armoiries portaient trois hures de sangliers.
En 1647, l'armée espagnole fait des ravages dans le Ponthieu. Les habitants du village, comme ceux d'Hiermont, Maison-Ponthieu, Domléger et Lanches-Saint-Hilaire sont obligés de creuser des souterrains qui leur serviront de muches,.
La seigneurie relève de l'abbaye de Saint-Riquier.

## Politique et administration
| Période                                  | Période                      | Identité        | Étiquette | Qualité                         |
| ---------------------------------------- | ---------------------------- | --------------- | --------- | ------------------------------- |
| Les données manquantes sont à compléter. |                              |                 |           |                                 |
| 1993                                     | mars 2008                    | Alain Dulary    |           |                                 |
| mars 2008                                | avril 2014                   | Laurent Fabre   |           |                                 |
| avril 2014                               | En cours (au 8 octobre 2020) | Murielle Dulary |           | Réélue pour le mandat 2020-2026 |

## Population et société

### Démographie
L'évolution du nombre d'habitants est connue à travers les recensements de la population effectués dans la commune depuis 1793. Pour les communes de moins de 10 000 habitants, une enquête de recensement portant sur toute la population est réalisée tous les cinq ans, les populations de référence des années intermédiaires étant quant à elles estimées par interpolation ou extrapolation. Pour la commune, le premier recensement exhaustif entrant dans le cadre du nouveau dispositif a été réalisé en 2006.

En 2022, la commune comptait 98 habitants, en évolution de −9,26 % par rapport à 2016 (Somme : −1,26 %, France hors Mayotte : +2,11 %).
| 1793 | 1800 | 1806 | 1821 | 1831 | 1836 | 1841 | 1846 | 1851 |
| ---- | ---- | ---- | ---- | ---- | ---- | ---- | ---- | ---- |
| 357  | 316  | 350  | 347  | 354  | 365  | 349  | 363  | 351  |

| 1856 | 1861 | 1866 | 1872 | 1876 | 1881 | 1886 | 1891 | 1896 |
| ---- | ---- | ---- | ---- | ---- | ---- | ---- | ---- | ---- |
| 357  | 364  | 353  | 314  | 311  | 291  | 266  | 237  | 235  |

| 1901 | 1906 | 1911 | 1921 | 1926 | 1931 | 1936 | 1946 | 1954 |
| ---- | ---- | ---- | ---- | ---- | ---- | ---- | ---- | ---- |
| 221  | 227  | 227  | 218  | 203  | 173  | 162  | 174  | 161  |

| 1962 | 1968 | 1975 | 1982 | 1990 | 1999 | 2006 | 2011 | 2016 |
| ---- | ---- | ---- | ---- | ---- | ---- | ---- | ---- | ---- |
| 157  | 156  | 145  | 141  | 128  | 109  | 110  | 118  | 108  |

| 2021 | 2022 | - | - | - | - | - | - | - |
| ---- | ---- | - | - | - | - | - | - | - |
| 99   | 98   | - | - | - | - | - | - | - |

En 1469, 16 feux fiscaux sont dénombrés, nombre atteignant 71 feux en 1724 pour 208 habitants.

### Enseignement
En 2010, les élèves du village se rendent à l'école intercommunale Becquestoile de Saint-Riquier où un regroupement pédagogique concentré a été construit.

## Culture locale et patrimoine

### Lieux et monuments
- Église Saint-Maurice. Le clocher n'a qu'une seule horloge, qui présente la particularité d'être excentrée.

- Il existe deux souterrains-refuges. Le premier aurait son entrée dans les environs de l'église. Le deuxième serait situé en bas du village et a servi d'abri aux habitants en 1944[24].

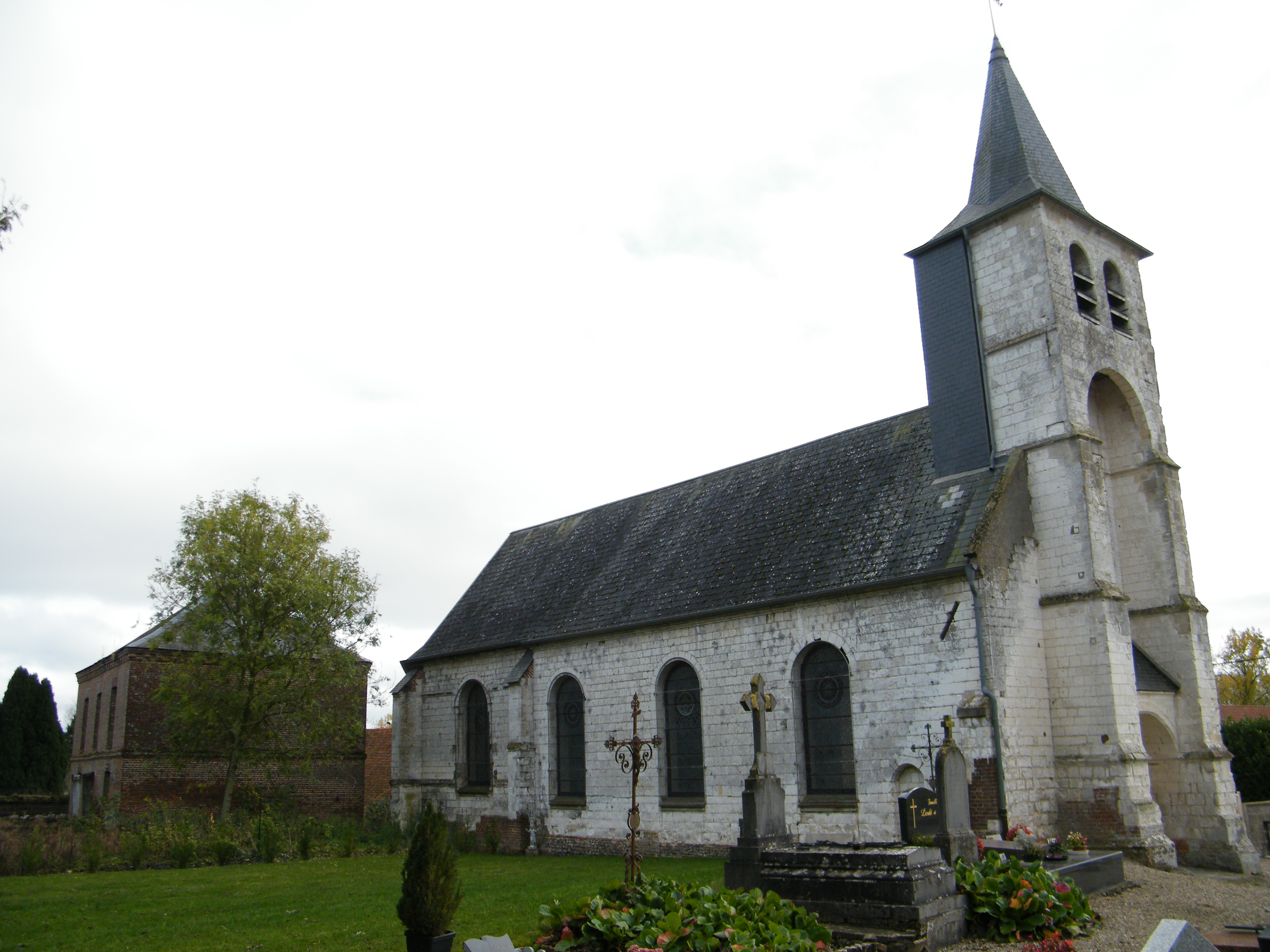
L'église Saint-Roland.
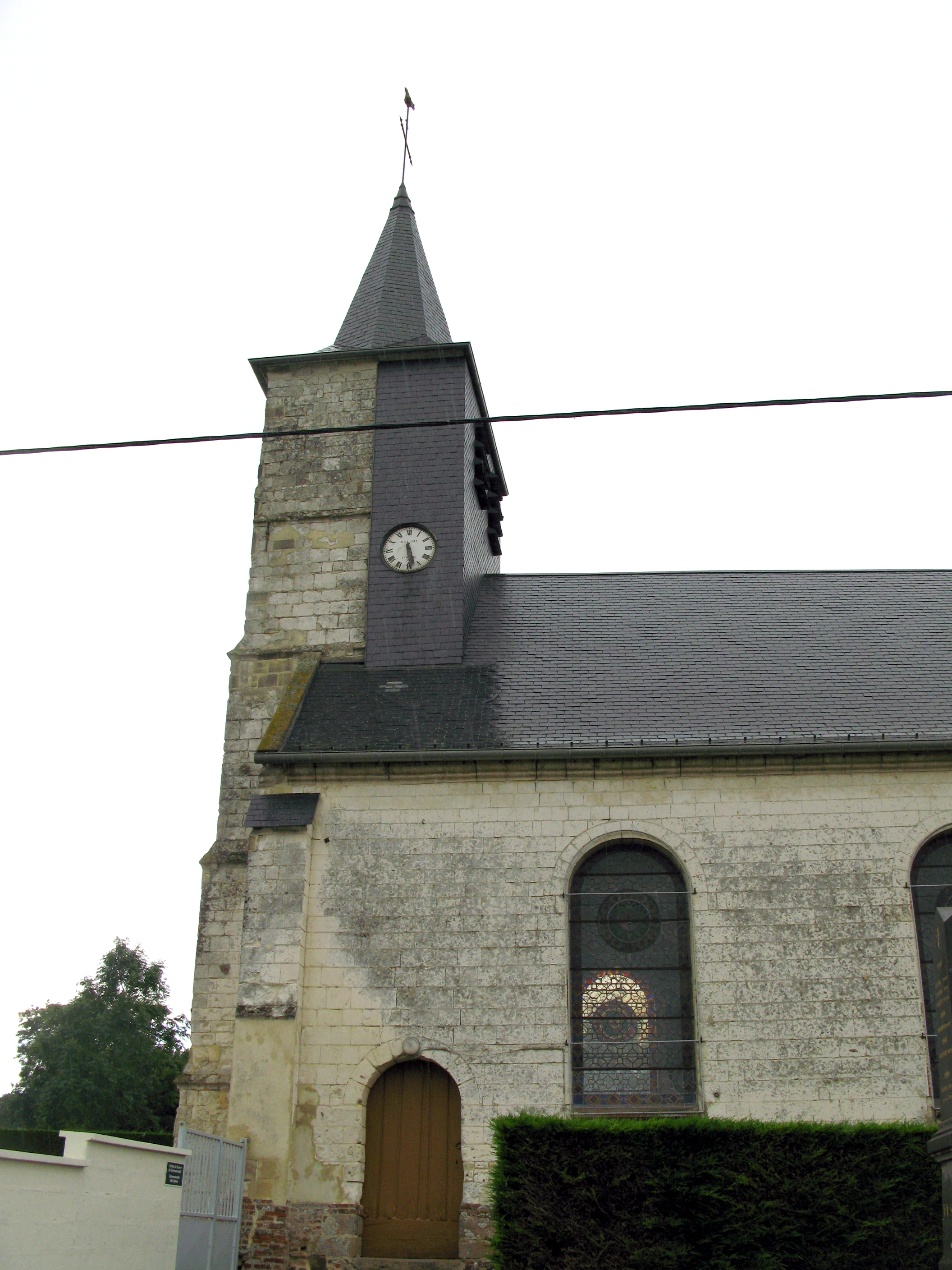
Vue du clocher et de l'horloge.
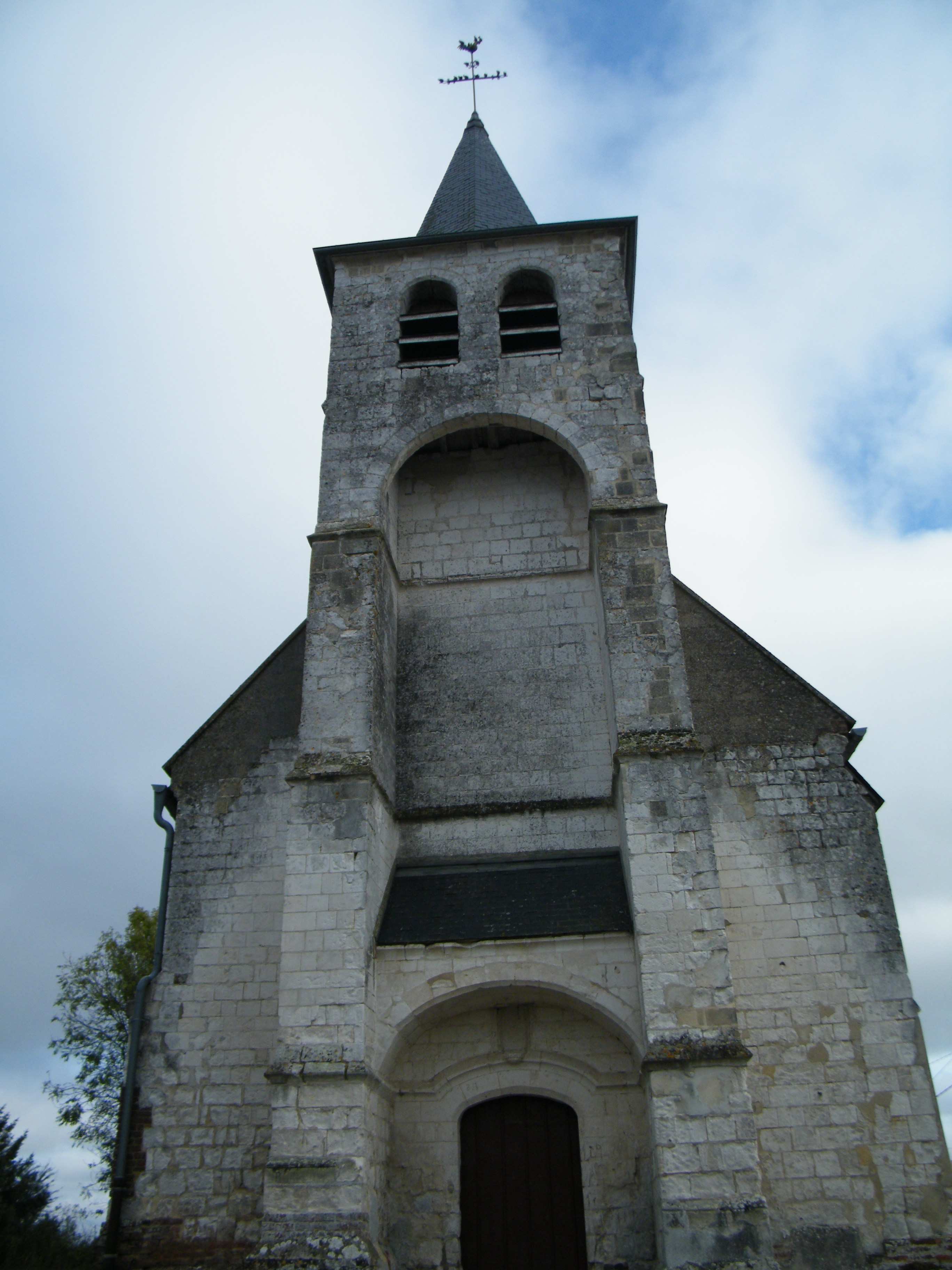
Façade de l'église.
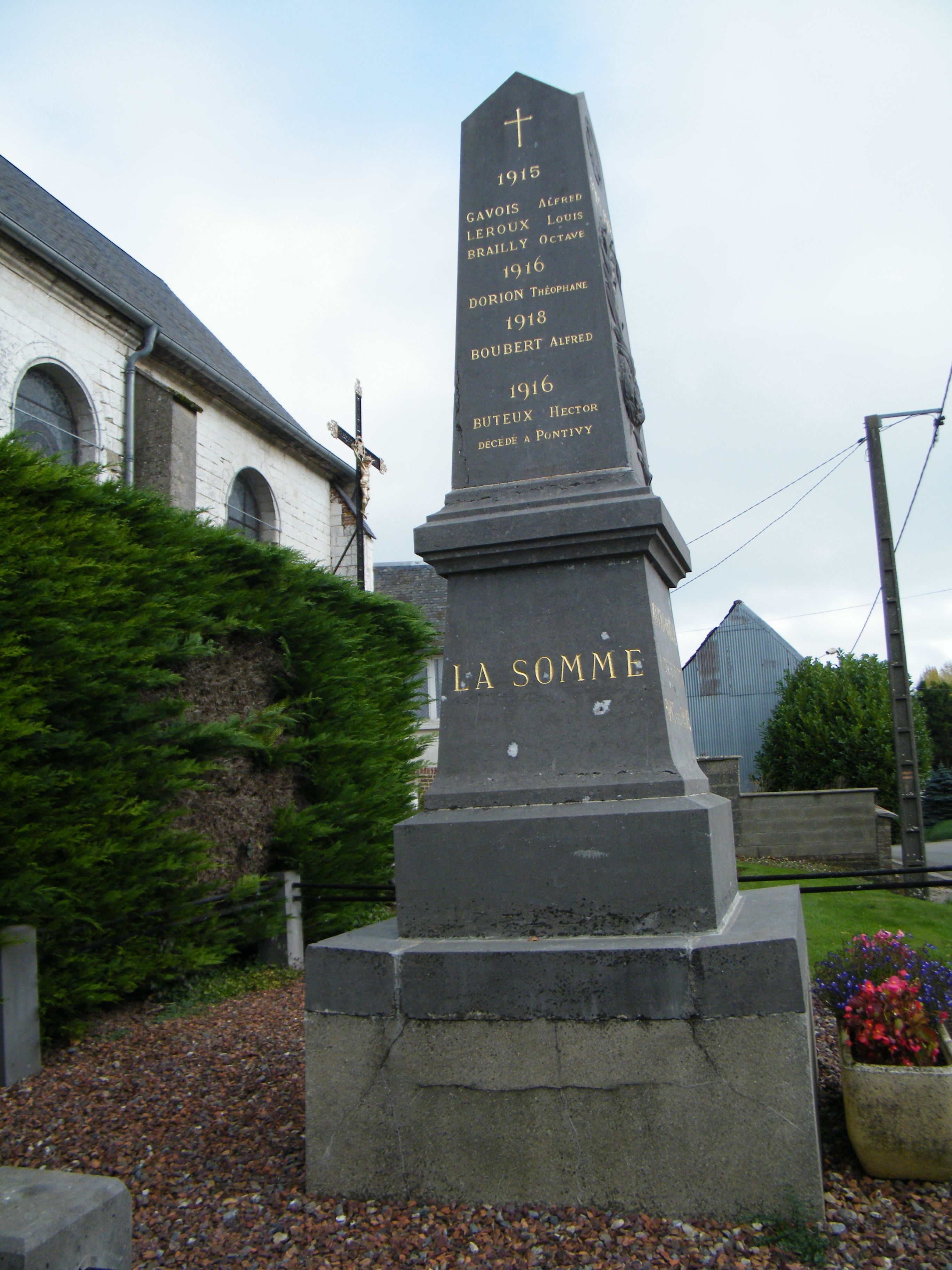
Monument aux morts.
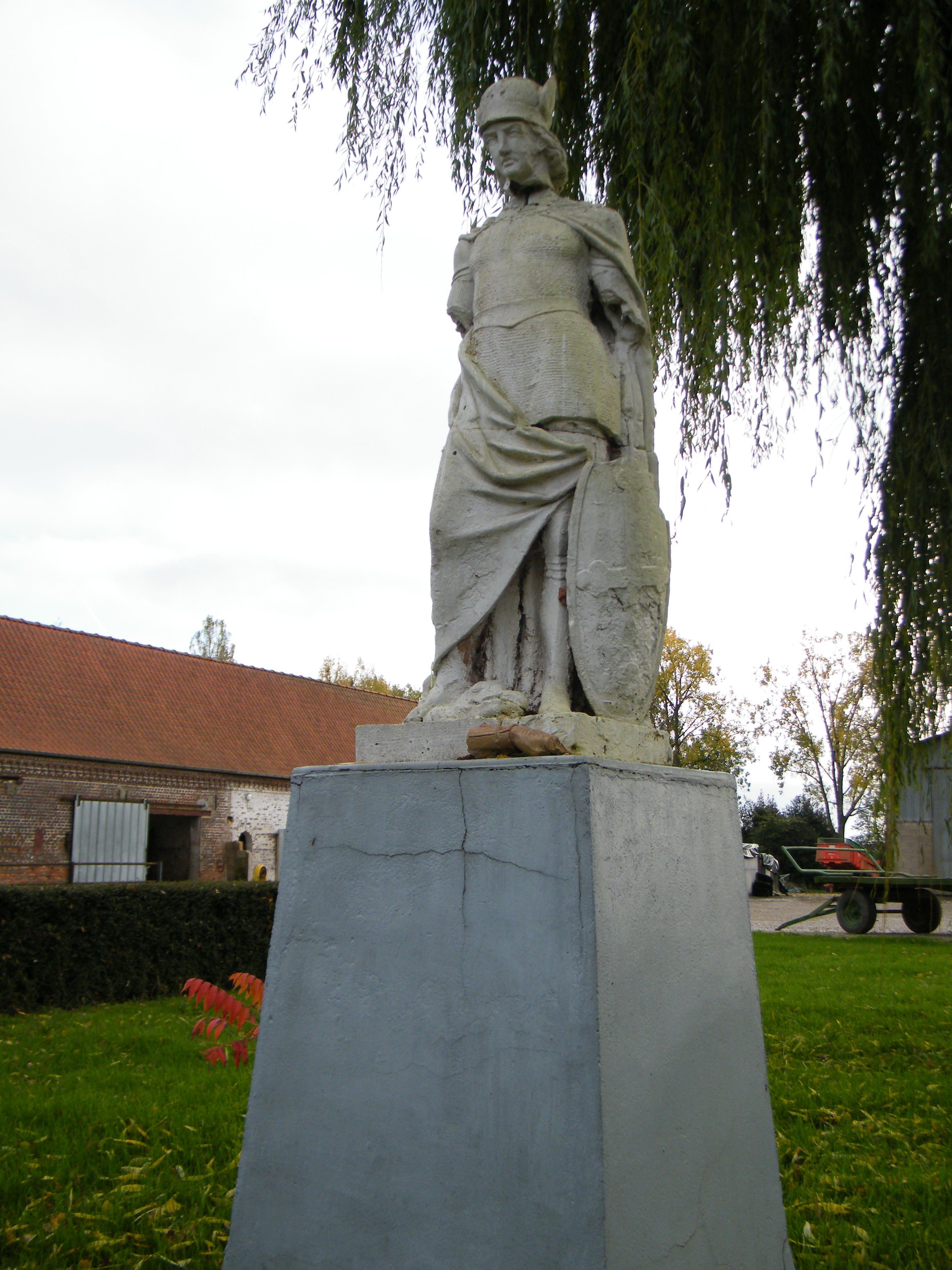
Statue de saint Georges devant l'église.
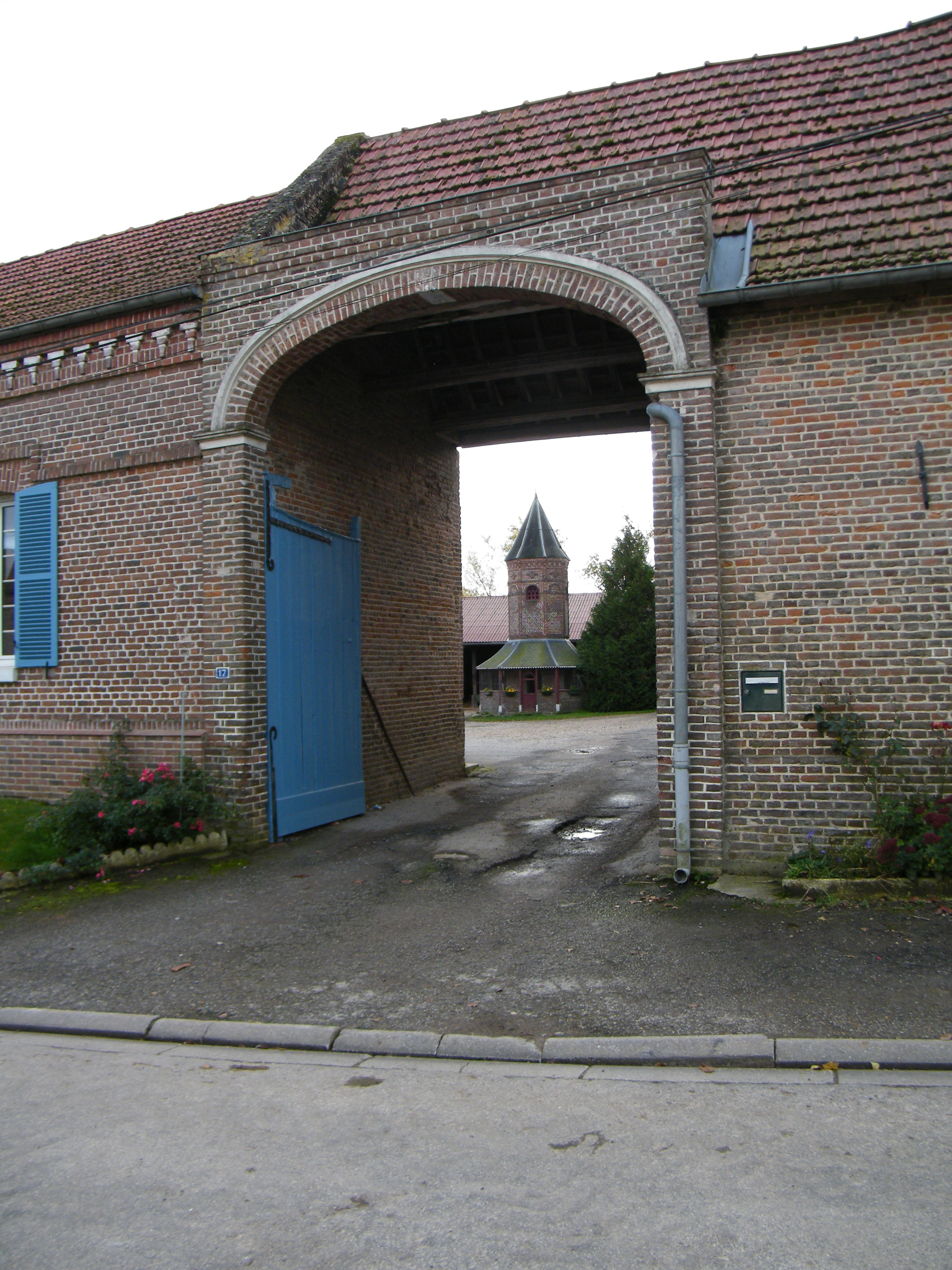
Brique et architecture locale.

### Personnalités liées à la commune
- Hubert Macquet (1759-1836), abbé, aumônier de l'abbaye de Saint-Riquier, botaniste, né à Maison-Roland[26].